# 斯坦尼斯拉夫·波兹尼亚科夫
斯坦尼斯拉夫·阿列克谢耶维奇·波兹尼亚科夫（俄语：Станислав Алексеевич Поздняков，1973年9月27日—），俄罗斯击剑运动员，曾获五枚奥运奖牌。现任俄羅斯奧林匹克委員會主席。

## 生平
1973年生于新西伯利亚。毕业于新西伯利亚国立师范大学。从事击剑运动，曾获五枚奥运奖牌。2008年，开始担任俄罗斯击剑国家队教练。2016年，任欧洲击剑联合会主席。
2018年2月，任2018年冬季奥林匹克运动会俄罗斯代表团团长。2018年5月，任俄羅斯奧林匹克委員會主席。
2021年7月26日，他的女兒索菲娅·波兹尼亚科娃代表俄羅斯奧林匹克委員會隊在日本舉行的2020年夏季奧林匹克運動會上获得女子個人佩劍比賽金牌。

## 荣誉
- 四级祖国功勋勋章（2001年4月19日）[5]
- 荣誉勋章（1997年1月6日）[6]
- 友谊勋章（2006年2月18日）[7]